# Cessna AT-17 Bobcat
«Сессна AT-17» (англ. Cessna AT-17 Bobcat) — лёгкий многоцелевой самолёт, пятиместный моноплан с закрытой кабиной. Выпускался компанией «Cessna». Опытный образец совершил первый полёт в 1939 году. Cessna AT-17 Bobcat разработан в Соединённых Штатах в качестве учебного самолёта и использовался во время Второй мировой войны для последующего обучения пилотов. Так как одномоторные учебно-тренировочные самолёты не годились для подготовки пилотов двух и более моторных летательных аппаратов, появление этого самолёта пришлось как раз кстати.

## Конструкция
Каркас фюзеляжа самолёта выполнен из стальных труб. Снаружи фюзеляж покрыт тканью и деревом. Каркас крыльев выполнен из дерева и покрыт фанерой. Каркас хвоста также из дерева, но покрыт тканью. Шасси состояло из хвостового колеса и убирающихся шасси под крыльями. Вскоре в Канаде и США обнаружили, что T-50 хорошо подходит в качестве двухмоторного учебно-тренировочного самолёта для переучивания пилотов и он был принят на вооружение под обозначением Crane Mk1 и AT-8. Военные этих стран получили 673 машины этого типа. 550 машин под обозначением Mk1A были отправлены в Канаду. Ещё 33 самолёта AT-8 планировали закупить сухопутные войска США. В итоге, они заказали 1330 самолётов в версии AT-17 (на них устанавливались двигатели Jacobs R-775-9). Эти машины использовались в качестве прифронтового транспорта. Эти самолёты получили новое обозначение — C-78. В январе 1943 года появилась модель UC-78 — внешне она не отличалась от C-78. Также 67 самолётов были доставлены ВМС США, где они проходили под обозначением JRC-1. Всего было построено 5422 самолётов Bobcat.

## Варианты и модификации

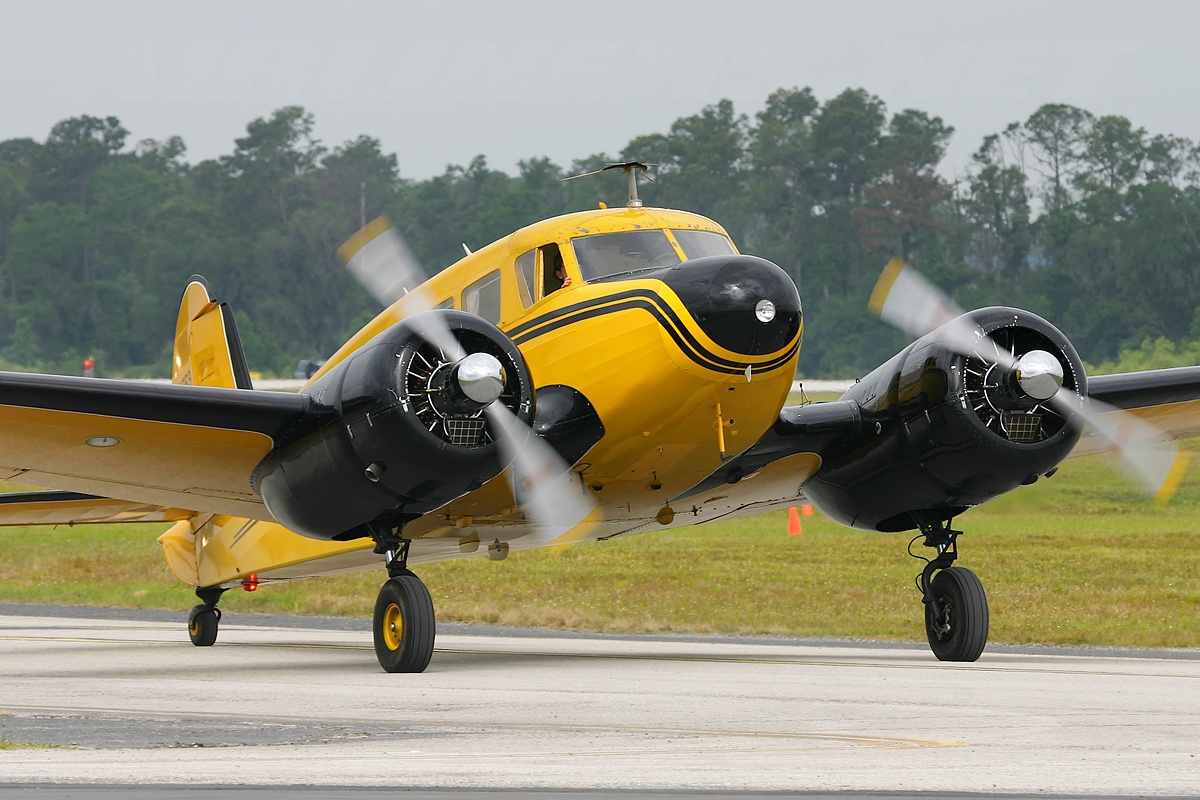
Cessna UC-78

- Cessna Model T-50 — гражданский многоцелевой самолёт, первый прототип создан весной 1939. Оснащён двумя двигателями Jacobs L-4MB.
- Cessna AT-8 — учебно-тренировочный самолёт для армейской авиации США, принят на вооружение в 1940, выпущено 33 шт. Оснащён двумя двигателями Lycoming R-680-9.
- Cessna AT-17 Bobcat — учебно-тренировочный и лёгкий транспортный самолёт. Оснащён двумя двигателями Jacobs R-775-9 (L-4).

- Cessna AT-17A — модификация с новыми металлическими винтами

## Лётно-технические характеристики (AT-17)

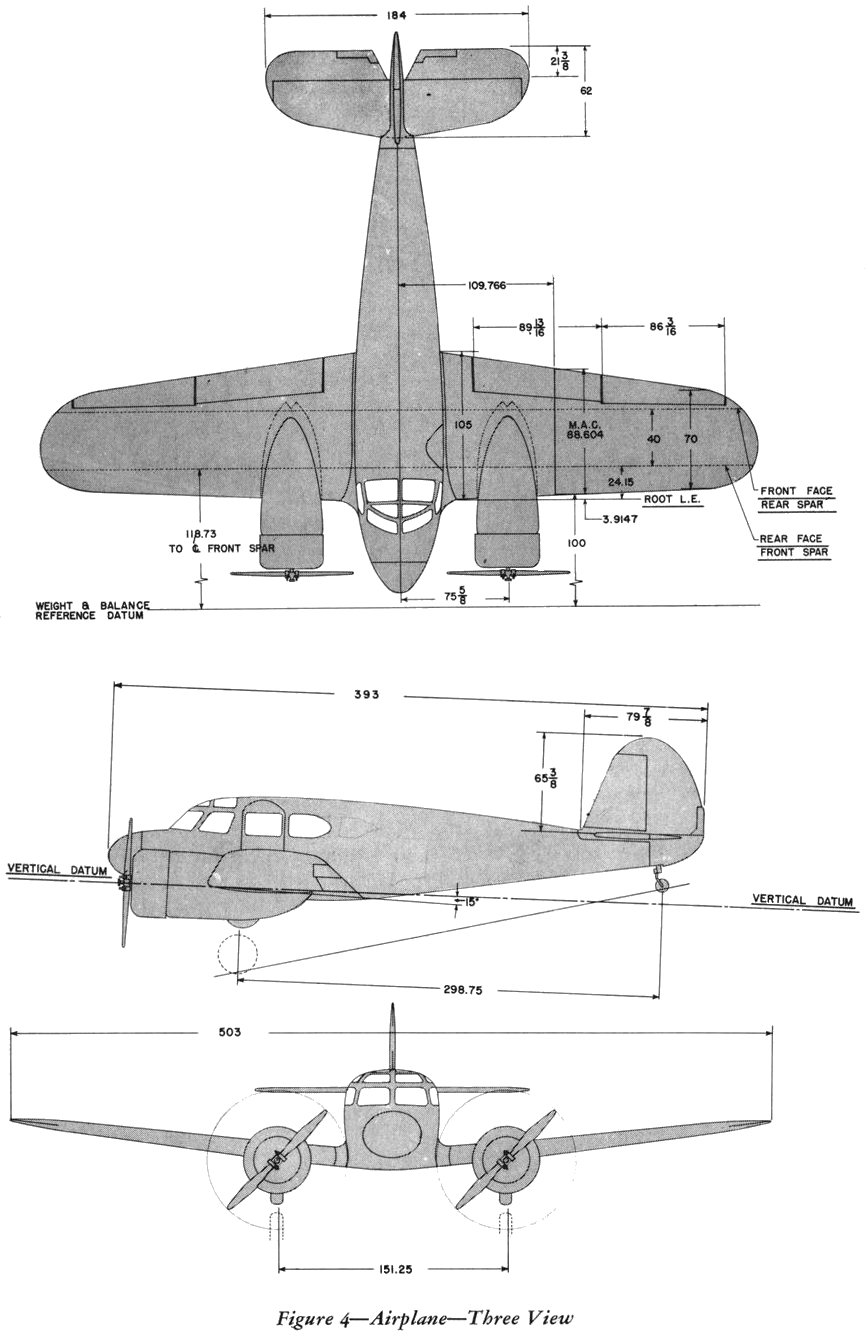
Схема Cessna AT-17 Bobcat

### Технические характеристики
- Экипаж: 5 человек
- Длина: 9,98 м
- Размах крыла: 12,78 м
- Высота: 3,02 м
- Площадь крыла: 27,41 м²
- Масса пустого: 1588 кг
- Масса снаряжённого: 2585 кг
- Максимальная взлётная масса: 2755 кг
- Двигатели: 2× поршневых Jacobs R-755-9
- Мощность: 2×245 л. с. (183 кВт)

### Лётные характеристики
- Максимальная скорость: 314 км/ч
- Крейсерская скорость: 282 км/ч
- Практическая дальность: 1207 км
- Практический потолок: 6705 м

## Страны-эксплуатанты

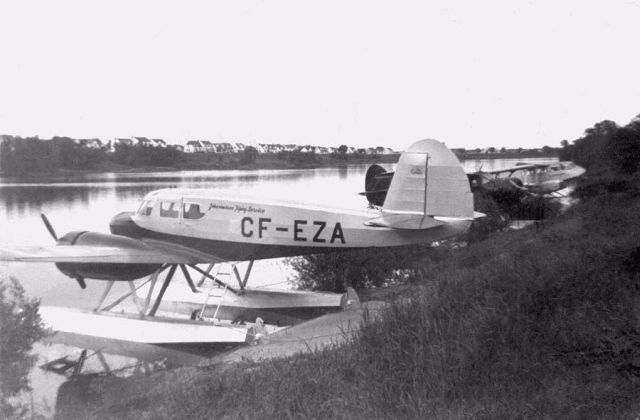
Cessna Crane mounted on floats for use as bushplane in Canada

(в порядке получения)

### Военные
США
- ВВС Армии США[англ.]
- ВВС США
- ВМС США

 Канада
- Королевские ВВС Канады: (822 шт, 1941-1949): лётные школы (SFTS) №№ 3, 4, 10, 11, 12, 15; школы инструкторов №№ 1-3, Центральная школа[1]

 Франция
- ВВС Франции и  Авиация ВМС Франции (8 шт, 1943-1951)

 Бразилия
- ВВС Бразилии (39 шт, 1943-1956)

 Гаити
- ВВС Гаити (4, 1943-1995)

 Перу
- ВВС Перу (9, 1945-1958)

 Китайская Республика
- ВВС Китайской Республики (15, 1946-1950)

 Королевство Эфиопия
- ВВС Эфиопии (2, 1946-1965)

 Никарагуа
- ВВС Никарагуа (в 1947 году получены 2 самолёта)

 Коста-Рика
- ВВС Коста-Рики (1, 1948)

 Гватемала
- ВВС Гватемалы (1 самолёт получен в 1949 году)

 Северный Йемен
- ВВС Северного Йемена (3, 1950-1958)

### Гражданские
США
- Civil Aeronautics Authority
- Northern Consolidated Airlines
- Wiggins Airways[2]
- Wisconsin Central Airlines
- Friedkin Airlines[3]

 Канада
- Queen Charlotte Airlines

 Польша
- LOT (14, 1946-1950)[4]